# ミシェル・ポルタル
ミシェル・ポルタル（Michel Portal、1935年11月27日 - ）は、フランスのクラリネット奏者、作曲家。ジャズを中心にクラシックや映画音楽といった多様な分野において、クラリネットのみならずサクソフォーンやバンドネオンなども演奏し、指揮もこなすなど多彩な音楽活動を繰り広げる。フランスにおけるフリー・ジャズの主導者のひとり。
パス＝ピレネー県（現在のピレネー＝アトランティック県）バイヨンヌ生まれ。吹奏楽団のリーダーを務めていた祖父がファゴットを、父親がトランペットを演奏していた影響で、幼い頃から数多くの楽器に接しており、10歳頃から本格的にクラリネットを始める。パリ音楽院に学び、1959年にプルミエ・プリを受賞。1963年にジュネーヴ国際音楽コンクールで、1965年にはブダペスト国際音楽コンクールで、それぞれ最高位を獲得した。
1960年代にはバルバラ、セルジュ・ゲンスブール、ペレス・プラードなどのシャンソン、ヴァリエテ、マンボといったポピュラー音楽の演奏にも参加する一方で、サニー・マレーやフランソワ・テュスクといったフリー・ジャズの先導者たちとも共演している。1969年にはヴィンコ・グロボカールらと共に New Phonic Art の設立メンバーとなり、シュトックハウゼン、マウリシオ・カーゲルの活動に貢献した。1971年にはヨーロッパとアメリカの音楽家の出会いと実験の場を目的としたミシェル・ポルタル・ユニットを創設。それ以外の場でも多くのジャズメンと共演し、以降フランスのジャズ・シーンをリードするひとりとなる。
ジャズとクラシックの演奏活動を継続する一方で、1975年頃からはテレビ・映画のための音楽を大量に作曲しており、セザール賞を複数回獲得している。
ジャズ奏者として幾多のスタジオ、ライブ録音がある他、クラシックの演奏家としては、ブーレーズの『Domaines』やパスカル・ロジェらとの『フランス近代作品集』、メロス弦楽四重奏団とのブラームスの『クラリネット五重奏曲』を始め、モーツァルトやシューマンなどを、ハルモニア・ムンディ・フランスやデッカ・レコード、EMIなどに録音している。

## ディスコグラフィ

### リーダー・アルバム
- Our Meanings and Our Feelings (1969年、Pathe)
- Alors!!! (1970年、Futura)
- No, No But it May Be... (1971年、Le Chant du Monde)
- Minneapolis We Insist! (2000年、Universal)

### 参加アルバム
マウリシオ・カーゲル
- Exotica (1971年、Deutsche Grammophone)

サニー・マレイ
- 『サニー・マレイ・クインテット』 - Sunny Murray (1968年、Shandar)

カールハインツ・シュトックハウゼン
- From the Seven Days (1969年、Deutsche Grammophone)

ミロスラフ・ヴィトウス
- 『リメンバリング・ウェザーリポート』 - Remembering Weather Report (2009年、ECM)

ジャッキー・テラソン
- Gouache (2012年、Universal)

主なソース: